# Năm Cam
Năm Cam (tên khai sinh: Trương Văn Cam; 22 tháng 4 năm 1947 – 3 tháng 6 năm 2004) là một trùm tội phạm có tổ chức khét tiếng ở Việt Nam, đặc biệt tại Thành phố Hồ Chí Minh và là bị cáo chính trong vụ án Năm Cam và đồng phạm nổi tiếng.
Trong quá trình bảo kê các quán karaoke và tụ điểm đánh bạc ở Thành phố Hồ Chí Minh, Năm Cam cùng băng nhóm phạm nhiều tội. Tháng 10 năm 2003, Năm Cam bị tòa án tuyên tử hình vì 7 tội bao gồm giết người, hối lộ, cố ý gây thương tích, đánh bạc, tổ chức đánh bạc, che giấu tội phạm, tổ chức đưa người khác trốn đi nước ngoài, ngày 3 tháng 6 năm 2004 thi hành án bằng hình thức xử bắn.
Việc xét xử Năm Cam và đồng bọn đã làm cho dư luận Việt Nam và toàn thế giới chú ý. Số tội phạm ra hầu tòa là 156 bị cáo, một kỷ lục. Phiên sơ thẩm kéo dài từ tháng 2 đến tháng 6 năm 2003, bản án dài hàng trăm trang.
Việc phá được Vụ án Năm Cam được báo giới và chính quyền Việt Nam công nhận là một chiến công lớn trong phòng chống tội phạm. Bên cạnh đó vụ án cũng được coi là mang ý nghĩa chống tham nhũng.

## Đầu đời và bước đầu phạm tội
Trương Văn Cam sinh ngày 22 tháng 4 năm 1947 trong một gia đình nghèo tại Sài Gòn, là con của ông Trương Văn Bưởi (mất năm 1957), từ Quảng Nam vào Sài Gòn lập nghiệp những năm đầu thế kỷ 20; và bà Nguyễn Thị Hường (mất năm 1962). Năm Cam có người chị là Trương Thị Xẩm (tức Tư Xẩm), ngoài ra cha mẹ hắn còn có 2 đứa con khác nhưng đã qua đời ở quê vì bạo bệnh. Thuở nhỏ hắn có biệt danh là "Cam Hổ", "Siêu Cam". Vì là con thứ năm trong gia đình nên hắn còn có tên là Năm Cam. Năm Cam bắt đầu những hoạt động phạm pháp khi còn rất trẻ. Khi còn trẻ, hắn đã nổi tiếng khắp địa phương vì những cuộc thanh toán nhau bằng dao rựa đầy tàn bạo và những cách để không bị cảnh sát phát hiện. Sớm trở thành một tay xã hội đen, Văn Cam được Huỳnh Tỳ, một nhân vật có quyền lực trong Hội Tam Hoàng chi nhánh Sài Gòn, tiếp tay cho vào thế giới ngầm phạm tội lúc bấy giờ. Thời gian đầu tại Sài Gòn, Năm Cam là đàn em thân tín của trùm giang hồ khét tiếng nhất đất Sài Gòn thập niên 1960, Đại Cathay, người được coi là nhân vật số một hay đứng đầu "Tứ đại thiên vương" Sài Gòn. Chính trong thời gian theo chân Cathay, Năm Cam đã học được từ Cathay cách điều hành và tổ chức sòng bạc nhằm thu lợi lớn, là nguồn thu chính trong thời kỳ anh chiếm lĩnh Sài Gòn những năm 1990.
Ban đầu anh làm chân gác sòng bạc cho người anh rể Nguyễn Văn Sy (tức Bảy Sy) ở khu vực Cầu Muối, quận Nhì, Sài Gòn, thuộc địa bàn bảo kê trước đây của Đại Cathay. Năm Cam hoạt động cờ bạc chuyên nghiệp cùng với Thành "đô la", Nguyễn Văn Nhã (Sáu Nhã), khi có kinh nghiệm hơn thì được giữ vai trò phát hỏa, cắm xường trong sòng bạc của Bảy Sy. Tháng 12 năm 1962, để bảo vệ sòng bạc tại khu Da Heo, hẻm 100 đường Nguyễn Công Trứ, Bảy Sy dùng dao đâm chết Nguyễn Văn Lót (Trần Ánh Tuyết). Để cứu lấy sự nghiệp cờ bạc của anh rể, Năm Cam đã đứng ra nhận tội thay. Do lúc đó Năm Cam đang ở độ tuổi vị thành niên (mới 15 tuổi) nên ngày 10 tháng 4 năm 1964, tòa án Sài Gòn xử phạt 3 năm tù giam về tội "Cố ý đả thương nhân thương trí mạng". Trong tù, Năm Cam đã đánh chết một trung sĩ Quân lực Việt Nam Cộng hòa. Tháng 1 năm 1965, Năm Cam được trả tự do.
Sau khi bị Đại Cathay thôn tính các sòng bạc ở quận Nhất, sòng bạc của Bảy Sy cũng bị xóa sổ. Mất chỗ dựa của Bảy Sy, Năm Cam đến cầu cứu Phạm Văn Hiếu, tức Hiếu "Trọc", sinh năm 1949, là trùm giang hồ Quận 4, con của một sĩ quan Quân lực Việt Nam Cộng hòa có tên Phạm Văn Triệu vốn khét tiếng ở chốn Sài Gòn thời bấy giờ. Hiếu "Trọc" mang quân hàm thiếu úy, có lần đã từng chĩa súng hù bắn chết một sĩ quan cấp trên trong một quán bar, chuyên tổ chức các vụ "ăn bay" — tức cướp giật bằng xe gắn máy với tốc độ cao, nhận hàng tiếp vụ của Quân lực Việt Nam Cộng hòa. Năm Cam xin nhập băng nhưng không được chấp nhận vì "bản lĩnh và tuổi đời giang hồ" của Năm Cam còn quá ít. Sau đó, anh đăng trình vào Quân lực Việt Nam Cộng hòa năm 1966.
Tháng 8 năm 1966, trong chiến dịch "bài trừ du đãng, chấn hưng đạo đức, thượng tôn pháp luật" của Chính phủ Việt Nam Cộng hòa, Đại Cathay và hầu hết giang hồ có tiếng ở Sài Gòn bị đày ra đảo Phú Quốc. Năm 1967, Bảy Sy được trả tự do ra trại, mua lại sòng bài cẩu của Năm Thông Lợi, gọi Năm Cam và Sáu Nhã (Nguyễn Văn Nhã) ra phụ giúp việc phát hỏa và cắm xường. Để giải quyết ân oán giang hồ, theo lệnh Bảy Sy, Năm Cam và Sáu Nhã lập kế hoạch giết Tài "chém" — một trùm giang hồ khét tiếng quận Nhất. Sự việc không thành, Năm Cam bị đàn em Tài "chém" truy đuổi. Sau, Hiếu "Trọc" xin tha cho mạng sống của Năm Cam và Hiếu "Trọc" đã xin cho Năm Cam nhập ngũ ở vị trí lính kiểng quân tiếp vận thuộc Đại đội 313, Sư đoàn 4 đóng quân tại đường Nguyễn Văn Thoại (nay là đường Lý Thường Kiệt, Quận 11), sau là vận động viên bơi lội thuộc Cục Quân vận Quân lực Việt Nam Cộng hòa.

## Hoạt động tội phạm

Ảnh chụp Năm Cam khi ra Trại cải tạo chính quyền Cộng sản

Năm 1971, Năm Cam bị Cảnh sát Hàng Keo, Sài Gòn bắt giữ về tội đánh bạc và bị giam bảy ngày, sau đó bị giao cho Tòa án Quân sự Thành phố Sài Gòn xử lý và trả về đơn vị cũ. Hoạt động của Năm Cam trước ngày 30 tháng 4 năm 1975 chưa có một vai trò gì đáng kể trong giới giang hồ và các tổ chức tội phạm ở Sài Gòn, chủ yếu theo chân hoặc núp bóng người khác như vai trò gác sòng, cắm xường, phát hỏa cho sòng bạc khi còn là đàn em Đại Cathay hay làm trong sòng bạc của Bảy Sy. Tuy nhiên, sau khi chiến tranh kết thúc năm 1975, Năm Cam nổi lên thành một tội phạm nguy hiểm.
Sau sự kiện 30 tháng 4 năm 1975, Năm Cam xuất ngũ, ra trình diện Ban Quân quản Quận 4 rồi bị đưa đi học tập cải tạo ba ngày tại phường Lý Nhơn (nay là Phường 6, Quận 4). Sau khi học tập cải tạo, Năm Cam làm nghề buôn bán đồng hồ cũ, radio cũ tại chợ trời Huỳnh Thúc Kháng, Quận 1, Thành phố Hồ Chí Minh. Do không đủ uy tín trong giới cờ bạc, Năm Cam tìm tới Tám Phánh (một chủ sòng bạc lớn ở Sài Gòn trước năm 1975). Dựa vào đó, Năm Cam đã trình bày chiến thuật mới được Tám Phánh chấp thuận là tổ chức đánh bạc vào giờ nghỉ của cơ quan hành chính, thời gian kéo dài khoảng hai tiếng, chọn lựa khách quen, xong thì giải tán.
Ngày 3 tháng 6 năm 1978, Năm Cam bị Công an Quận 1 Thành phố Hồ Chí Minh bắt vì hành vi đánh bạc và được trả tự do sau 2 tháng trong trại. Đến ngày 30 tháng 12 năm 1980, anh lại bị Đội Cảnh Sát Điều Tra tội phạm có tổ chức, Công an Thành phố Hồ Chí Minh bắt giam 2 năm trong trại Đồng Phú về tội đánh bạc. Ngày 20 tháng 5 năm 1995, Năm Cam một lần nữa bị đưa vào trại cải tạo 3 năm tại Thanh Hà vì tội tổ chức đánh bạc trái phép. Một thời gian sau, anh được ra tù trước thời hạn vào ngày 4 tháng 10 năm 1997. Trong thời gian bị tạm giam, cơ quan điều tra đã cố buộc tội anh bao gồm cả những tội danh khi anh còn trẻ, gồm cả việc anh băm các ngón tay của đối thủ trên thớt thịt. Tuy nhiên, kế hoạch đã thất bại do nạn nhân và anh trai nạn nhân được thông báo mất tích sau một chuyến đi đánh bắt cá.
Với kinh nghiệm lãnh đạo đàn em, Năm Cam được đánh giá là người có tay nghề cao, tinh vi khi ra lệnh và hướng dẫn đàn em mình, đảm bảo rằng để lại càng ít bằng chứng càng tốt thông qua việc ngụy tạo chứng cứ của mình và chỉ đạo đàn em mình sử dụng tín hiệu riêng bí mật. Qua việc kinh doanh sòng bạc, Năm Cam đã thu được khối tài sản đáng kể.

## Vụ tấn công Lê Ngọc Lâm
Từng có thời Lê Ngọc Lâm và Năm Cam xảy ra xích mích, giằng co trong giới giang hồ. Để giải quyết mâu thuẫn, Năm Cam đã chỉ đạo đối thủ sau này của mình là Dung Hà hành hung Lâm vào tối ngày 14 tháng 7 năm 1999. Lâm may mắn sống sót sau vụ tấn công, nhưng lượng axit cao tạt vào người khiến anh bị thương nghiêm trọng và gây biến dạng ngoại hình. Sau đó, cơ quan chức năng điều tra kết luận Năm Cam là chủ mưu vụ tấn công, trong khi đàn em của Dung Hà là người thực hiện còn Nguyễn Văn Thọ là người mua axit.

## Các trọng tội hình sự
Năm 1994, Năm Cam lại bị bắt nhưng được ân xá ngay năm sau đó nhờ Trần Mai Hạnh và Phạm Sỹ Chiến. Không chỉ hai người này, Năm Cam còn hối lộ cho các quan chức từ địa phương đến quan chức cấp cao hơn trong Chính phủ Việt Nam để những công việc phạm pháp mình trót lọt.

### Vụ ám sát Dung Hà
Một trong các trọng tội dẫn đến án tử hình dành cho Năm Cam là việc chủ mưu giết Vũ Thị Hoàng Dung (tức Dung Hà) — một nữ trùm xã hội đen nổi tiếng gốc Hải Phòng sống tại Thành phố Hồ Chí Minh.
Năm Cam từng đề nghị Dung Hà hợp tác mở rộng mạng lưới cờ bạc ra miền Bắc nhưng Dung Hà lại có ý định thành lập băng đảng riêng làm Năm Cam tức giận. Dung Hà vì muốn làm bẽ mặt Năm Cam nên lệnh cho đàn em đến quậy phá, ném mắm tôm, chuột chết, phân người, rắn rết xuống sàn nhảy một vũ trường của Năm Cam tại Thành phố Hồ Chí Minh. Nhục nhã và tức tối, Năm Cam đã lệnh cho đàn em là Nguyễn Tuấn Hải (tức Hải "bánh") đi giết Dung Hà. Khi thấy Dung đang ngồi chơi trước quán karaoke số 17 Bùi Thị Xuân, Hải "bánh" chỉ đạo cho đàn em thân tín của mình dùng súng lục ổ xoay 9mm bắn chết Dung Hà ở cự ly gần vào rạng sáng ngày 2 tháng 10 năm 2000. Vào thời điểm đó, Dung Hà đã cử vệ sỹ riêng đi đuổi một tên gây náo loạn gần đó. Khi nghe thấy tiếng súng, tên vệ sỹ này đã dùng súng lục nhắm bắn một phát vào đàn em Hải "bánh". Dù sau đó lũ đàn em đã chạy thoát mà không xảy ra thương tích gì, nhưng không ai biết chuyện gì đã xảy ra sau đó với tên vệ sỹ. Tuy nhiên theo một đàn em thân tín của Dung Hà thì hắn đã trốn ra nước ngoài sau khi bị một tên đàn em có thanh thế của Dung Hà đe doạ vì đã thất bại trong việc bảo vệ Dung Hà.
Năm Cam đã bị khởi tố do có liên quan đến cái chết của Dung Hà, nhưng đã hối lộ cho các quan chức. Đến ngày 4 tháng 6 năm 2003, Năm Cam bị kết án tử hình vì ra lệnh ám sát Dung Hà và hối lộ các quan chức để các hoạt động phi pháp của mình được làm ăn yên ổn. Nhưng phải đến khi cơ quan công an thu thập đầy đủ chứng cứ, tài liệu, bảo mật lời khai của các bị cáo Nguyễn Tuấn Hải, Nguyễn Việt Hưng và Nguyễn Xuân Trường, thì Trương Văn Cam mới chính thức khai nhận toàn bộ hành vi phạm tội của mình trước công chúng.

## Tội danh và hình phạt
Phiên toà xét xử Năm Cam tại Toà án Nhân dân Thành phố Hồ Chí Minh là một trong những vụ án lớn nhất lịch sử Việt Nam. Margie Mason từ hãng tin AP bình luận về phiên toà như sau: "Trùm giang hồ khét tiếng nhất Việt Nam đã ra hầu toà cùng 154 bị cáo khác trong phiên toà có thể coi là một trong những phiên toà quan trọng nhất của chính quyền Cộng sản. Năm Cam bị khởi tố với 7 tội danh. Hắn sẽ phải nhận án tử nếu bị kết án. Các đồng phạm của hắn gồm hai thành viên đầy quyền lực của Ban Chấp hành Trung ương Đảng Cộng sản Việt Nam đã bị khai trừ khỏi Đảng, 13 sĩ quan cảnh sát cấp cao, ba cựu công tố viên và ba nhà báo nhà nước".
Phiên toà có 3 thẩm phán, 80 luật sư cùng 30 nhân chứng. Những bị cáo khác gồm Phan Thị Trúc, vợ cả của Năm Cam, bị khởi tố với tội hối lộ, cho vay nặng lãi và che giấu tội phạm. Con Năm Cam cũng bị khởi tố và kết án với tội hối lộ. Tổng số bị cáo hầu toà là 154 người, tất cả đều bị buộc tội như giết người và làm lộ bí mật quốc gia.
Ngày 30 tháng 10 năm 2003, ở phiên sơ thẩm, Tòa án nhân dân Thành phố Hồ Chí Minh kết án Trương Văn Cam bảy tội bao gồm "giết người, hối lộ, cố ý gây thương tích, đánh bạc, tổ chức đánh bạc, che giấu tội phạm, tổ chức đưa người khác trốn đi nước ngoài". Tổng hợp hình phạt chung là tử hình. Năm Cam viết đơn kháng cáo, nhưng tại phiên phúc thẩm, tòa đã tuyên y án tử hình.
Ngày 3 tháng 6 năm 2004, bản án thi hành. Trước đó Năm Cam viết đơn xin Chủ tịch nước Trần Đức Lương ân xá nhưng đã bị bác bỏ, trước khi ra pháp trường thi hành án bằng biện pháp xử bắn, viết lá thư cho con gái út hiện đang đi tu, ghi là rất xin lỗi và ân hận, mong được tha thứ để sang thế giới bên kia làm lại cuộc đời. Bốn người bị đem xử bắn chung với Năm Cam bao gồm Châu Phát Lai Em, Nguyễn Hữu Thịnh, Nguyễn Việt Hưng và Phạm Văn Minh.